# آموزشگاه خیاطی سوزن‌طلا

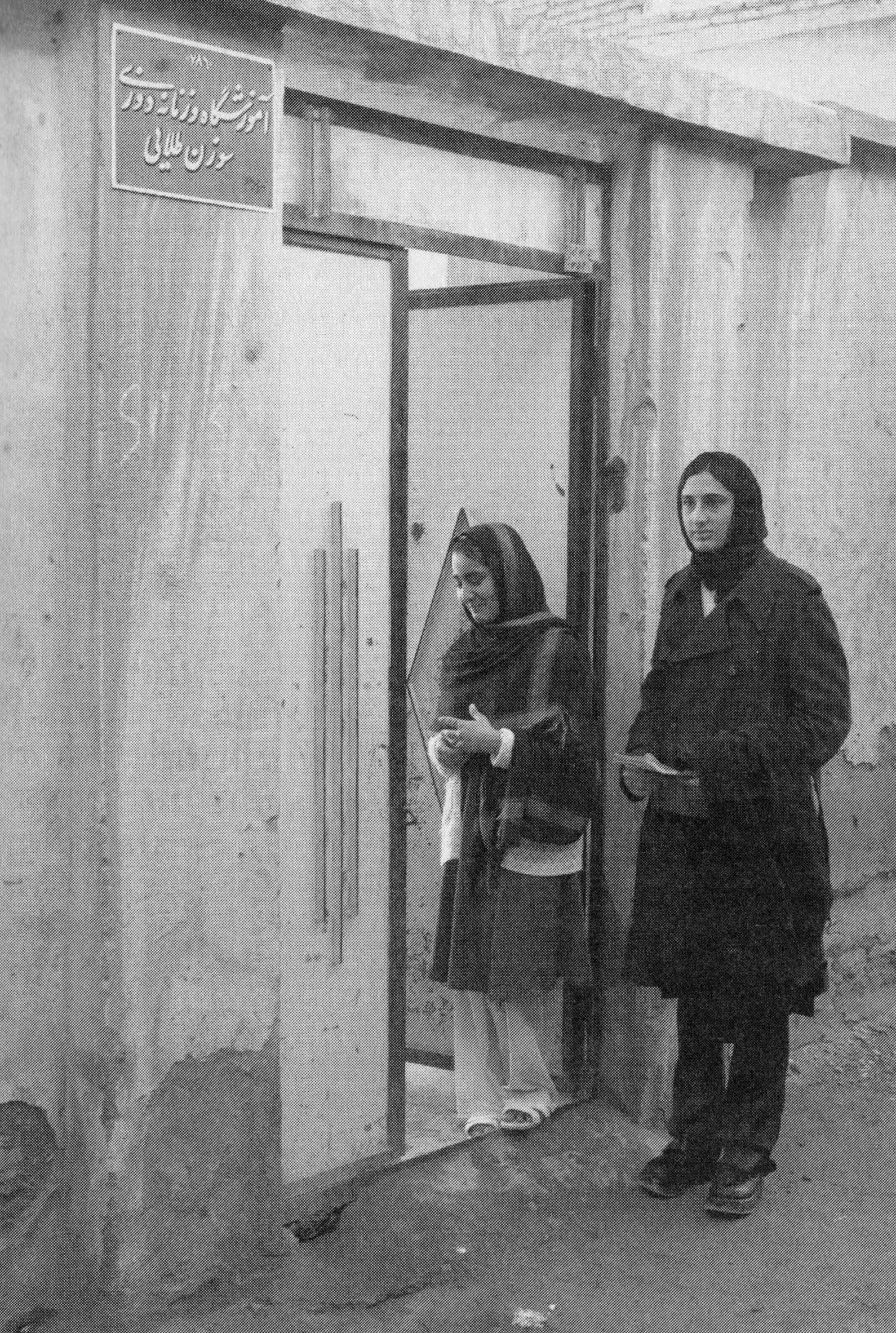

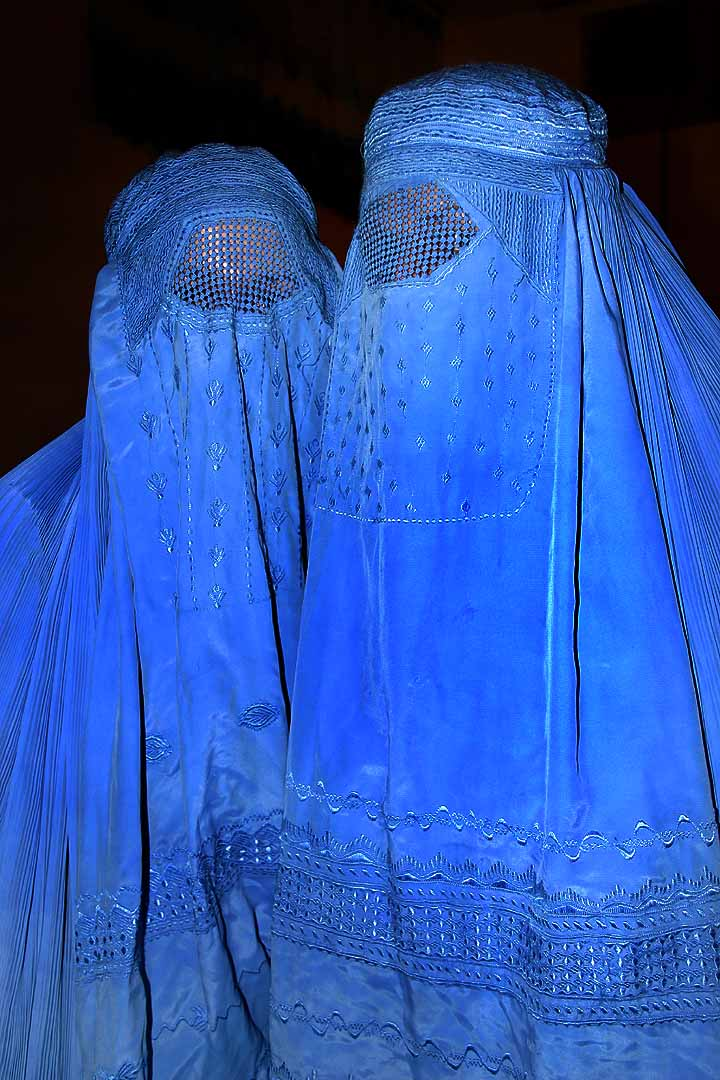

آموزشگاه خیاطی سوزن‌طلایی یک مدرسهٔ دخترانهٔ زیرزمینی و پنهان در هرات در دورهٔ نخست حاکمیت طالبان در افغانستان بود. بر اساس تفسیر صریح طالبانی از شریعت، زنان و دختران اجازهٔ تحصیل و کسب علم را نداشتند.
در چنین شرایطی؛ جمعی از نویسندگان انجمن ادبی هرات گروهی را تشکیل دادند که این گروه در سال ۱۳۷۶ (۱۹۹۶ م) آموزشگاهِ سوزن‌طلایی را زیر نظر استاد محمدناصر رهیاب پایه‌گذاری کرد. دختران سه بار در هفته به این مدرسه می‌رفتند، در ظاهر برای آموختن خیاطی اما در واقعِ امر به‌جای خیاطی، از استادان دانشکدهٔ ادبیات دانشگاه هرات درس فرا می‌گرفتند.
کودکانی که در بیرون بازی می‌کردند، کشیک می‌دادند که در صورت پیدا شدن مأموران طالبان، به موقع به کلاس درس ندا دهند و بدین‌ترتیب دختران وقت داشتند کتابهایشان را پنهان و وسایل خیاطی را به دست گیرند. بر طبق اظهارات کریستینا لامب، نویسنده کتاب «انجمن خیاطی هرات»، این شهر به‌دلیل فرهنگ ویژه و حضور شیعیان در آن، تحت شدیدترین کنترل‌های عقیدتی طالبان قرار داشت.

کریستینا لامب بریتانیایی، به رادیو اروپای آزاد چنین می‌گوید: 
آنان با برقع و کیف‌های پر از وسایل خیاطی و قیچی می‌آمدند. اما زیرِ این وسایل قلم و دفتر داشتند و وارد که می‌شدند، در واقع به‌جای آموزش خیاطی، دربارهٔ شکسپیر، جیمز جویس و داستایوسکی و آثارشان بحث می‌کردند. این یک مخاطرهٔ بزرگ بود. اگر گیر می‌افتادند، دست کم زندانی و شکنجه، شاید هم به دار آویخته می‌شدند.
 او در این کتاب از موسس خیاطخانه‌ سوزن طلایی استاد رهیاب و دیگر مدرس این مدرسهٔ زیرزمینی، محمد سعید حقیقی، و نیز برخی از دانشجویان از جمله لیلا رازقی نام برده است. از دیگر فارغ التحصیلان مدرسهٔ سوزن طلایی می توان به نادیا انجمن،‌ یسنا رهیاب، ناهید باقی، خالده خرسند، شیما قاضی زاده، سونیا غفوری، کلثوم صدیقی، زینا کرم زاده نام برد.